# 6 Batalion Saperów (II RP)

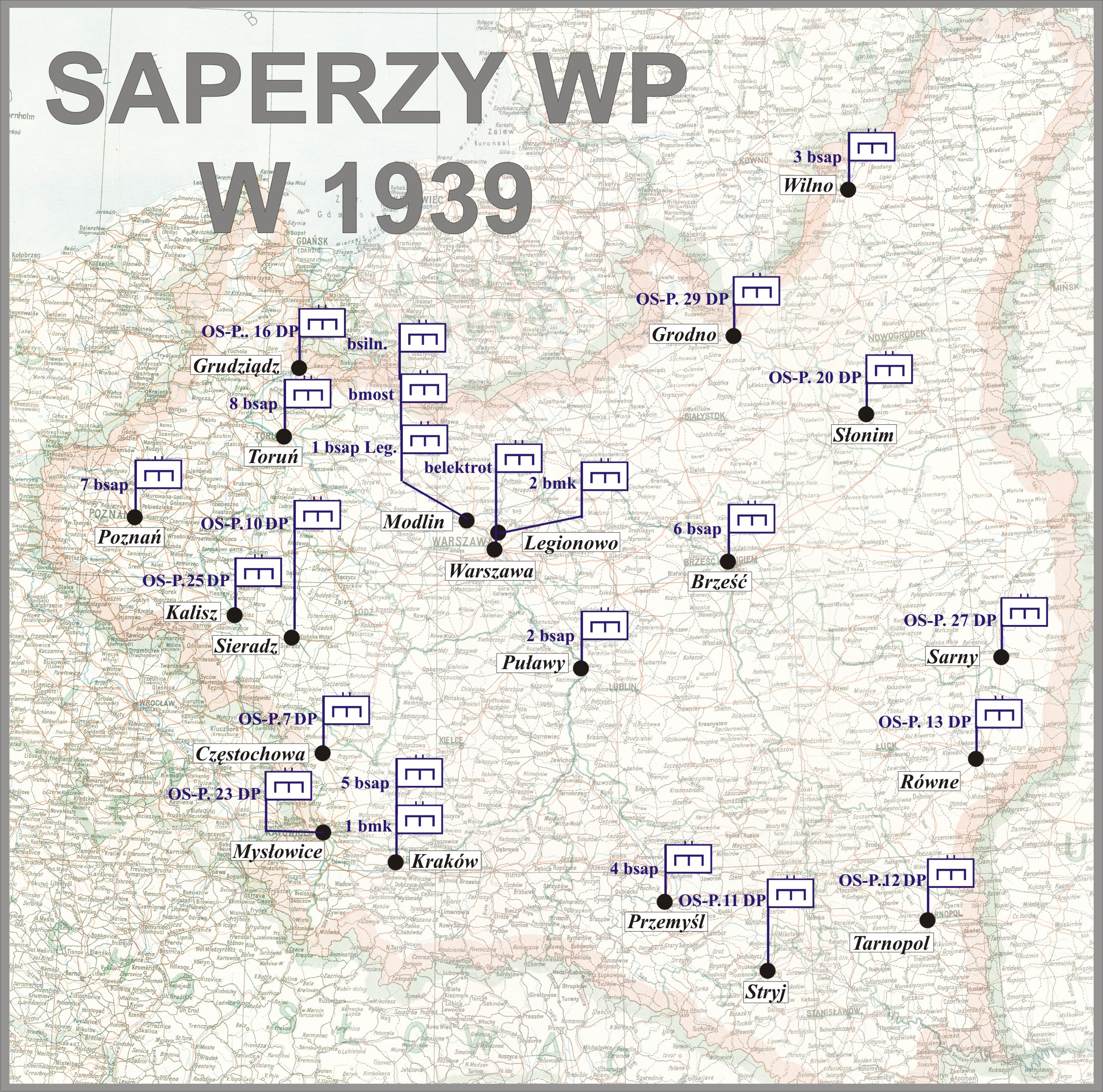
Jednostki saperskie WP w 1939

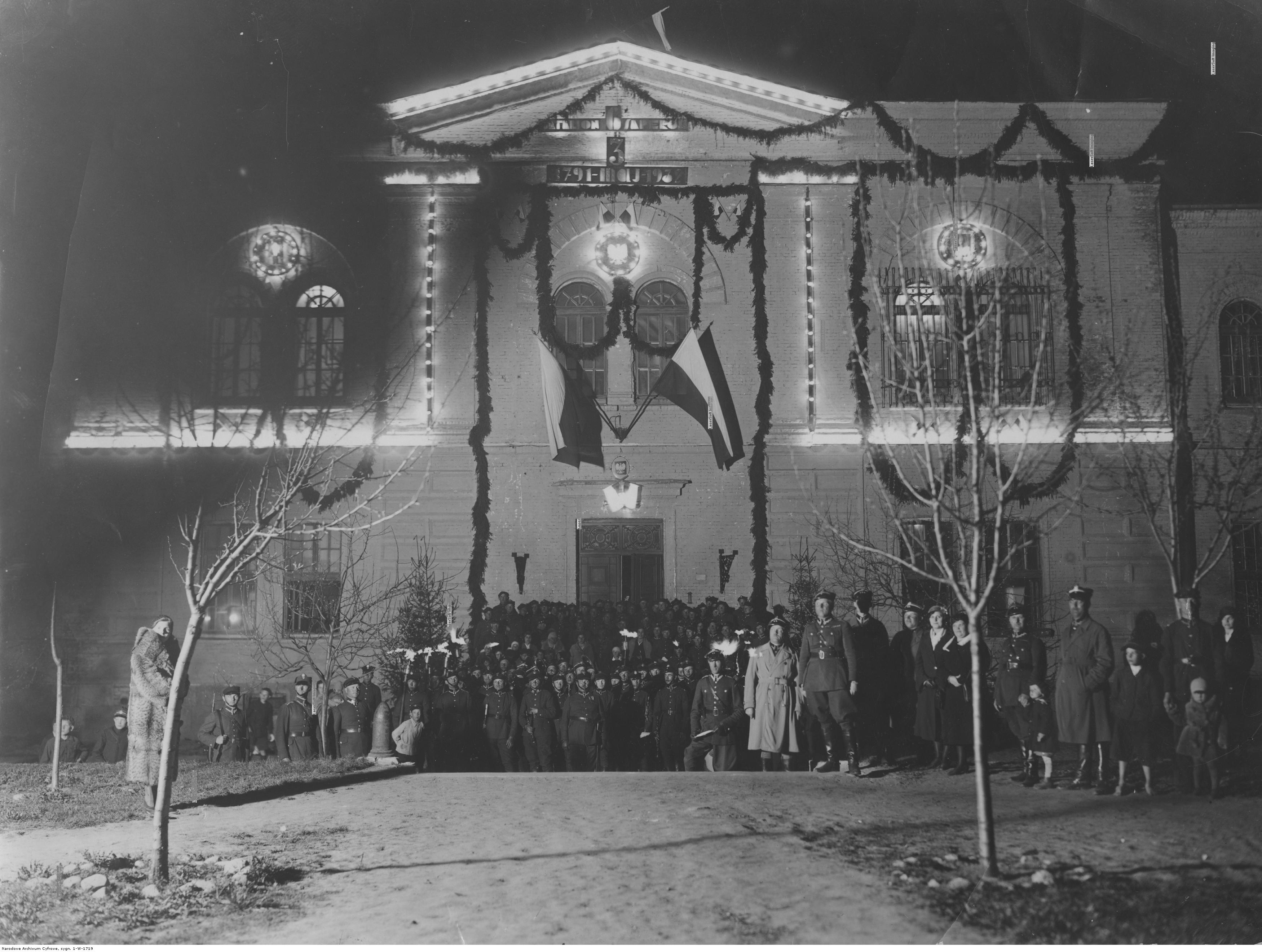
Koszary 6 bsap w Brześciu nad Bugiem - budynek przystrojony z okazji święta 3 Maja 1932

6 Batalion Saperów (6 bsap) – oddział saperów Wojska Polskiego w II Rzeczypospolitej.
Batalion (pułk) był jednostką wojskową istniejącą w okresie pokoju i spełniającą zadania mobilizacyjne wobec oddziałów i pododdziałów saperów. Spełniał również zadania organizacyjne i szkoleniowe. Stacjonował w Brześciu. W 1939, po zmobilizowaniu jednostek przewidzianych planem mobilizacyjnym, został rozwiązany.

## Formowanie i zmiany organizacyjne
Zgodnie z wytycznymi ministra spraw wojskowych z 18 lutego 1929 roku do końca 1929 roku 6 pułk saperów został zlikwidowany, a w jego miejsce jako 6 batalion saperów z miejscem postoju w Brześciu, wszedł 9 pułk saperów, który został podporządkowany dowódcy 2 Brygady Saperów.
Ostateczną organizację wojsk saperskich na stopie pokojowej wprowadzono 8 listopada 1929 roku, gdzie zatwierdzono przeformowanie 9 pułku saperów w 6 batalion saperów.
Wiosną 1935 roku batalion wydzielił ze swego składu jedną kompanię, na bazie której zorganizowana została 20 kompania saperów.

## Mobilizacja w batalionie
6 batalion saperów był jednostką mobilizującą i w 1939 zmobilizował:
w alarmie
- 9 batalion saperów typ II dla 9 Dywizji Piechoty,
- 30 batalion saperów typ IIb dla 30 Dywizji Piechoty,
- rezerwowa kompania saperów nr 161,
- rezerwowa kompania saperów nr 162,
- rezerwowa kompania saperów nr 163,
- park saperski (komenda) nr 91,
- pluton parkowy saperów nr 91,
- pluton parkowy saperów nr 92,
- lekka kolumna pontonowa typ II nr 162,
- Szefostwo Fortyfikacji typ II Brześć nad Bugiem
- dowództwo grupy fortyfikacyjnej nr 91,
- dowództwo grupy fortyfikacyjnej nr 92,

w I rzucie mobilizacji powszechnej
- rezerwowa kompania saperów nr 164,
- rezerwowa kompania saperów nr 165,
- rezerwowa kompania saperów nr 166,
- rezerwowa kompania saperów nr 167,
- rezerwowa kompania saperów nr 168,
- rezerwowa kompania saperów nr 169,
- pluton parkowy saperów nr 93,
- pluton parkowy saperów nr 94,
- lekka kolumna pontonowa typ I nr 161,
- lekka kolumna pontonowa typ II nr 163,

w II rzucie mobilizacji powszechnej
- 56 batalion saperów typ IIb dla 39 Dywizji Piechoty,
- kompania marszowa saperów nr 61[5].

## Żołnierze 6 bsap
Dowódcy batalionu
- ppłk Mieczysław Wężyk (1929 – 1930[6])
- mjr dypl. Tomasz Bondarczuk-Galiński (p.o. 28 I 1931 – objęcie obowiązków 1932[7] – 31 XII 1933)[8][9])
- mjr sap. Emil Strumiński (od I 1934[10])
- ppłk sap. Eugeniusz Szubert (1939[11])

Zastępcy dowódcy batalionu (od 1938 roku - I zastępca dowódca batalionu)
- ppłk Leon Wrazidło
- mjr SG Tomasz Bondarczuk-Galiński (23 XII 1929 – 28 I 1931)
- mjr Adolf Antoni Schmidt (1931–1933[12])
- mjr Witold Bronisław Brzeziński (1939)
- mjr Tadeusz IV Górecki (II z-ca d-cy/kwatermistrz – 1939)

### Obsada personalna w 1939 roku
Ostatnia organizacja pokojowa i obsada personalna batalionu
- dowódca batalionu – ppłk Eugeniusz III Szubert
- I zastępca dowódcy batalionu – mjr Witold Bronisław Brzeziński
- adiutant – ppor. Stanisław Ryszard Gordon
- oficer sztabowy ds. wyszkolenia - por. Paprocki Michał Władysław
- lekarz – por. lek. Henryk Ługowski
- II zastępca dowódcy (kwatermistrz) – mjr Tadeusz IV Górecki
- oficer mobilizacyjny – kpt. Paszkowski Józef II
- z-ca oficera mobilizacyjnego – ppor. Gzula Eugeniusz
- oficer administracyjno-materiałowy – por. Tober Edward
- oficer gospodarczy – por. int. Dułek Władysław Paweł
- dowódca kompanii gospodarczej – por. Kuźba Kazimierz
- oficer żywnościowy – por. Korczyński Franciszek Jakub
- komendant parku – kpt. Woźnicki Jan
- zastępca komendanta – por. Stankiewicz Mieczysław Norbert
- dowódca plutonu łączności – por. Turowski Józef
- dowódca plutonu przeciwgazowego – ppor. Rześny Wacław Witold

- dowódca kompanii szkolnej – kpt. Młynarczyk Marian
- dowódca plutonu – por. Jakubowski Jerzy
- dowódca plutonu – por. Lempke Otton
- dowódca plutonu – por. Wendorff Bolesław

- dowódca 1 kompanii – kpt. Zakrzewski Henryk Konstanty
- dowódca plutonu – ppor. Józefowicz Edmund
- dowódca plutonu – ppor. Wojewódzki Juliusz

- dowódca 2 kompanii – kpt. Kłoniecki Zygmunt
- dowódca plutonu – por. rez. pdsc. Budziszewski Piotr Paweł
- dowódca plutonu – ppor. Gawłowski Stanisław

- dowódca 3 kompanii – kpt. Skalski Jerzy
- dowódca plutonu – chor. Starzyński Władysław

- dowódca 4 kompanii – kpt. Bogusław I Jaworski
- dowódca plutonu – ppor. Pieregut Jerzy
- dowódca plutonu – ppor. rez. pdsc. Olejnik Stanisław Bolesław
- dowódca 56 hydrograficznej kompanii JHP – kpt. Skalski Jerzy

Oddelegowani na kurs:
- por. Polaczek Jan Adam
- por. Staniszewski Edmund[15]

### Żołnierze batalionu – ofiary zbrodni katyńskiej
Biogramy zamordowanych znajdują się na stronie internetowej Muzeum Katyńskiego
| Nazwisko i imię        | stopień              | zawód                   | miejsce pracy przed mobilizacją | zamordowany |
| ---------------------- | -------------------- | ----------------------- | ------------------------------- | ----------- |
| Komar Stanisław        | podporucznik rezerwy | technik drogowo-mostowy | pracował w Drohiczynie          | Katyń       |
| Liwski Zygmunt         | podporucznik rezerwy | technik                 |                                 | Katyń       |
| Mikucki Eugeniusz      | podporucznik rezerwy | inżynier hydrotechnik   |                                 | Katyń       |
| Pasieka Adam           | podporucznik rezerwy | mierniczy               |                                 | Katyń       |
| Rodowicz Stanisław     | major rezerwy        | inżynier technolog      |                                 | Katyń       |
| Rodziewicz Jan         | porucznik            | żołnierz zawodowy       |                                 | Katyń       |
| Stankiewicz Mieczysław | porucznik            | żołnierz zawodowy       |                                 | Katyń       |
| Stanisławski Albin     | porucznik            | żołnierz zawodowy       |                                 | Katyń       |
| Gacke Wilhelm Karol    | podporucznik rezerwy |                         |                                 | Charków     |
| Ławrynowicz Władysław  | podporucznik rezerwy | technik kolejnictwa     | PKP Międzyrzec Podlaski         | Charków     |
| Olszewski Olgierd      | podporucznik rezerwy |                         |                                 | Charków     |
| Pisowicz Tadeusz       | porucznik inżynier   | żołnierz zawodowy       |                                 | Charków     |
| Stawinoga Jan          | podporucznik rezerwy | urzędnik                | DOKP Lwów                       | Charków     |
| Stocki Gustaw          | podporucznik rezerwy |                         |                                 | Charków     |
| Zakrzewski Henryk      | kapitan              | żołnierz zawodowy       |                                 | Charków     |
| Waszkiewicz Władysław  | porucznik rezerwy    | sędzia śledczy          |                                 | ULK         |

## Symbole jednostki

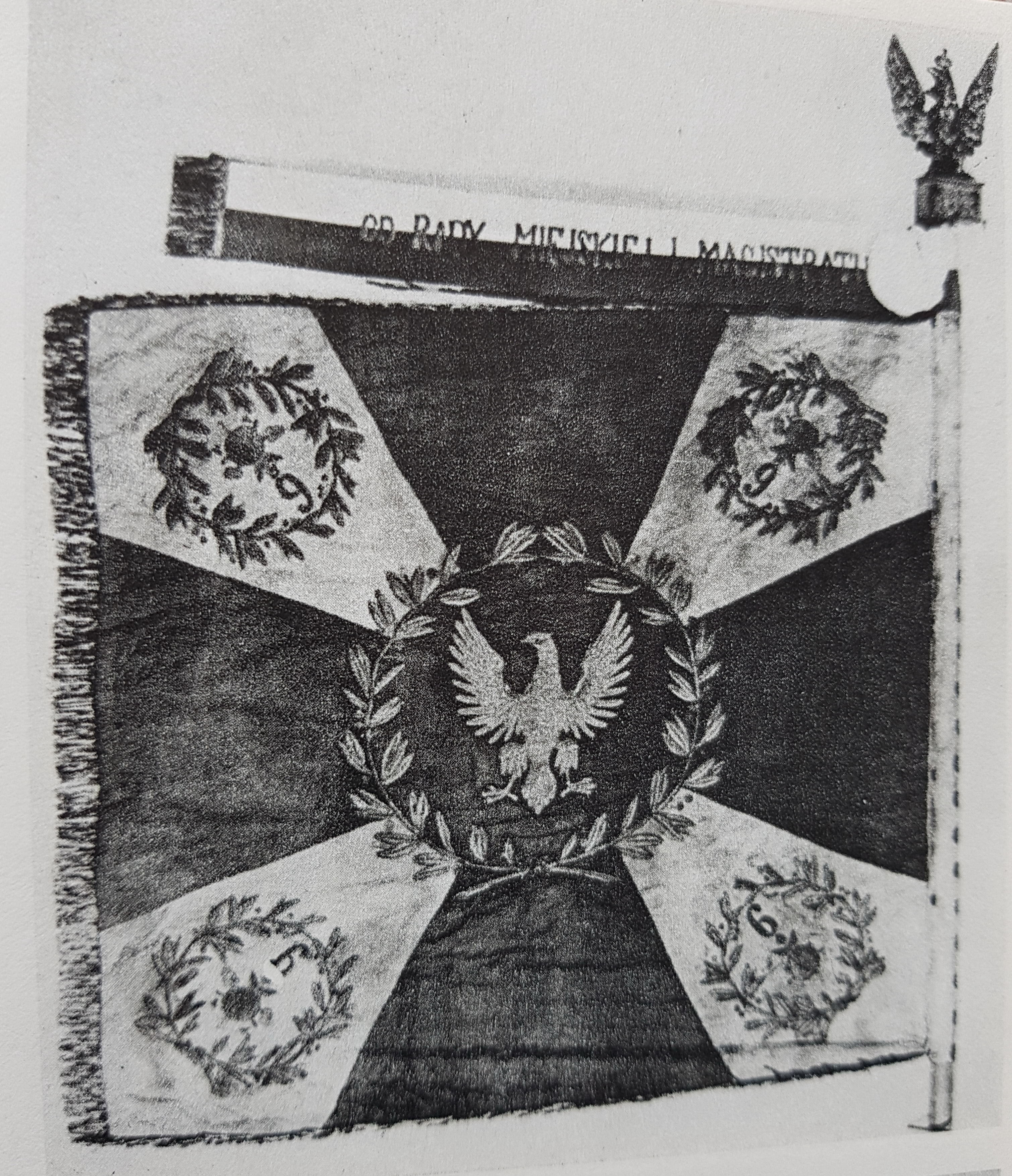
lewa strona sztandaru 6 psap

### Sztandar
20 lutego 1925 roku Prezydent RP Stanisław Wojciechowski zatwierdził wzór lewej strony płachty chorągwi 9 psap.
24 czerwca 1925 roku, w Brześciu, gen. dyw. Edward Śmigły-Rydz wręczył dowódcy pułku chorągiew ufundowaną przez Magistrat i Radę Miejską Brześcia.
W 1929 roku wraz z reorganizacją wojsk saperskich został zlikwidowany 9 pułk saperów, a jego sztandar został przekazany dla 6 batalionu saperów.
Sztandar 6 batalionu saperów, który został przewieziony po klęsce wrześniowej do Francji. W dniu 30 marca 1940 roku gen. Władysław Sikorski wręczył sztandar dowódcy 1 Modlińskiego Batalionu Saperów im. Tadeusza Kościuszki.
Po przegranej kampanii francuskiej sztandar został zakopany, w dniu 24 listopada 1940 roku został odkopany i przewieziony do Grenoble, stąd przez Hiszpanię dotarł do Wielkiej Brytanii, gdzie w 1941 roku przekazano do Kwatery Polowej Naczelnego Wodza w Gask w Szkocji.
Obecnie sztandar 6 batalionu saperów eksponowany jest w Instytucie Polskim i Muzeum im. gen. Sikorskiego w Londynie.

### Odznaka pamiątkowa
Odznakę pamiątkową 6 batalion saperów przejął od 9 pułku saperów. Odznakę stanowi srebrny wieniec dębowo-laurowy przeplatany emaliowaną czerwono-czarną wstęgą. Na wieniec nałożono kotwicę oraz krzyżujące się kilof i łopatę. U szczytu znajduje się ukoronowany orzeł z rozpostartymi skrzydłami. W centrum umieszczono czerwono emaliowaną tarczę z symbolem pułku – szarżujący żubr. W dolnej części wieńca wpisano numer „6”. Pięcioczęściowa – wykonana w srebrze, mocowana sześcioma nitami.
Na awersie wieniec i kotwica mają próby srebra oraz imiennik grawera JM, rewers – gładki. Wymiary: 60 mm x 54 mm. Wykonanie: Józef Michrowski – Warszawa.
Prawo noszenia odznaki pamiątkowej 6 batalionu saperów przysługiwało oficerom i szeregowym, którzy pozostawali w szeregach batalionów saperów wchodzących w skład 6 i 9 pułku saperów, w okresie działań wojennych, od 1 marca 1918 r. do 21 marca 1921 r., nie mniej niż: na froncie – przez 3 miesiące, w oddziale przez rok. W czasie pokoju: oficerom i podoficerom zawodowym – po przesłużeniu dwóch lat, oficerom niezawodowym - po przesłużeniu roku.